# 83 f.Kr.

## Händelser

### Efter plats

#### Romerska republiken
- Lucius Cornelius Sulla återvänder till Italien från sina fälttåg i Grekland och besegrar Gaius Norbanus styrkor i slaget vid Tifataberget.
- L. Licinius Murena, den romerske guvernören i Mindre Asien, hamnar i konflikt med Mithridates VI:s pontiska styrkor, vilket inleder det andra Mithridatiska kriget.
- En eldsvåda utbryter på Capitolium i Rom, vilken återinvigs först 14 år senare.

## Födda
- Marcus Antonius, romersk politiker (född omkring detta år)